# Nguyễn Văn Chí (Tư Chí)
Nguyễn Văn Chí (1905 – 1980), bí danh Hồng Vân, là một nhà cách mạng Việt Nam.

## Thân thế và bước đầu hoạt động cách mạng
Ông sinh ngày 15 tháng 10 năm 1905, quê ở xã Mỹ Thắng (nay là xã Mỹ An, Phù Mỹ, Bình Định). Tháng 10 năm 1925, ông vào Sài Gòn làm công nhân và bắt đầu tham gia các hoạt động của tổ chức Công hội tại Phú Thọ. Từ năm 1928 đến 1930, ông làm bồi bếp chuyên nghiệp (còn gọi công nhân tư gia) cho các gia đình người Pháp, tham gia nghiệp đoàn (tức Công hội bí mật) thuộc Hội bồi bếp do ông Đoàn Vinh phụ trách. Thời gian này, ông lấy tên là Tư Chí theo thông lệ miền Nam.
Năm 1930, ông làm bồi bếp trong Sở Mật thám Chợ Lớn (còn gọi là bót Bolot, Bôlô), được tổ chức phân công làm nhiệm vụ nội gián để thu thập tin tức và liên lạc với ông Hà Huy Giáp và Nguyễn Văn Tây (tức Thanh Sơn) để đưa tin ra ngoài. Ngày 15 tháng 3 năm 1932, ông được giới thiệu kết nạp vào Đảng Cộng sản Đông Dương tại chi bộ ghép nhà đèn Chợ Lớn - Châu Thành, do các ông Nguyễn Văn Trân và Phan Văn Nữ (tức Phan Vân) giới thiệu.
Năm 1934, ông được chuyển sang làm bồi bếp tại Sở Thương chánh Sài Gòn. Từ năm 1936 đến 1939, ông hoạt động tại thị xã Bến Tre, được phân công phụ trách Bí thư Chi bộ thị xã.
Cuối năm 1939, mật thám Pháp phát hiện những hoạt động của ông có liên quan đến Đảng Cộng sản Đông Dương. Khi Nam Kỳ khởi nghĩa thất bại, chính quyền thực dân Pháp khủng bố, truy nã ráo riết các đảng viên Cộng sản. Ông trốn lên Đà Lạt, tiếp tục hoạt động bí mật.

## Hoạt động trong phong trào Việt Minh
Giữa năm 1941, Mặt trận Việt Minh thành lập. Ông bí mật trở về Sài Gòn, liên lạc với các ông Trần Văn Giàu, Nguyễn Văn Kỉnh, Hà Huy Giáp, Nguyễn Văn Trân, tổ chức Công nhân cứu quốc Hội ở Sài Gòn – Chợ Lớn.
Cách mạng tháng 8 nổ ra, ông tham gia cướp chính quyền tại Sài Gòn – Chợ Lớn và đồng thời phụ trách Bí thư Chi bộ thị xã Chợ Lớn, Chủ nhiệm mặt trận Việt Minh và Ủy viên Liên hiệp Nghiệp đoàn thị xã Chợ Lớn.
Khi quân Pháp nổ súng tái chiếm Nam Bộ, ông được phân công công tác tổ chức cho dân chúng tản cư khỏi Sài Gòn, đồng thời tham gai công tác củng cố lại các đoàn thể quần chúng và lãnh đạo nhân dân ủng hộ "kháng chiến, giết giặc cứu nước". Ông sáng lập và làm quản lý tờ báo bí mật "Chống xâm lăng" làm cơ quan truyên truyền cho Mặt trận Việt Minh Sài Gòn – Chợ Lớn với bà Nguyễn Thị Trân và ông Trịnh Đình Trọng viết bài và làm Chủ nhiệm.
Tháng 3 năm 1946, khi đi công tác ông bị mật thám Pháp phát hiện và bắt giữ tại trường đua Phú Thọ. Ông bị đem về giam và tra tấn 9 ngày tại bốt Bolot, chuẩn bị đem đi thủ tiêu. Tuy nhiên, tổ chức Việt Minh phát hiện được và cho người hối lộ 3.000 (ba nghìn) đồng Đông Dương cho cảnh sát Pháp để thả tự do cho ông.
Sau khi được thả tự do, ông được rút về làm Thư ký Liên hiệp Nghiệp đoàn Thành Sài Gòn – Chợ Lớn, Ủy viên Thành bộ Việt Minh và Thành ủy Sài Gòn – Chợ Lớn cùng các ông Nguyễn Thọ Chân, Lê Minh, Nguyễn Lưu. Năm 1948 – 1949 ông kiêm Trưởng ban Tài chính quận II thành Sài Gòn – Chợ Lớn.
Ngày 15 tháng 10 năm 1949, ông lại bị bắt do có nội gián chỉ điểm. Ông bị chính quyền thực dân Pháp kết án 20 năm khổ sai đày đi Côn Đảo. Tại Côn Đảo, ông phụ trách Bí thư chi bộ khám nhà thương, trưởng Ban bình dân học vụ.

## Công tác tại miền Bắc
Sau khi Hiệp định Genève, 1954 được ký kết, ngày 1 tháng 10 năm 1954, ông được chính quyền Pháp trao trả tại Sầm Sơn, Thanh Hóa.
Tháng 12 năm 1954, ông theo học tại trường Cải cách ruộng đất và sau đó là đội viên chủ lực đi tham gia cải cách ruộng đất đợt 3 tại tỉnh Phú Thọ, đợt 4 tại tỉnh Sơn Tây, đợt 5 tại tỉnh Hà Đông và khu Hồng Quảng.
Năm 1956 – 1957 ông làm phó Thư ký Công đoàn, phó Bí thư Đảng ủy Cục Lắp máy thuộc Bộ Công nghiệp nặng.
Năm 1957 – 1959 ông là học viên trường Phổ thông lao động do Trung ương mở.
Năm 1959 – 1960 ông làm phó Trạm, phó Bí thư chi bộ, chính trị viên Trạm cung cấp, Cục Kiến thiết cơ bản thuộc Bộ Công nghiệp nặng.
Năm 1960 – 1962 ông làm Bí thư chi bộ, phó ban Công trường Cờ đỏ (Đông Anh) thuộc Bộ Công nghiệp nặng.
Năm 1962 – 1964 ông làm Vụ phó Vụ tổ chức Ủy ban Khoa học và Kỹ thuật Nhà nước.
Năm 1964 nghỉ hưu.

## Qua đời
Sau khi Việt Nam thống nhất, ông vào Nam đoàn tụ cùng gia đình con cái.
Ông qua đời ngày 21 tháng 12 năm 1980 tại Bệnh viện Hữu Nghị Việt Xô và được an táng tại Nghĩa trang Văn Điển Hà Nội

## Khen thưởng
- Huy hiệu Thành đồng Tổ quốc [2]
- Huân chương Kháng chiến hạng 2 [3]